# Джон Графтон
«Джон Гра́фтон» (англ. John Grafton) — пароход 1883 года постройки водоизмещением 315 т, известный неудачной попыткой провоза оружия в Россию во время революции 1905 года и русско-японской войны.

## Предыстория
После расстрела рабочей демонстрации в Петербурге, известного как «Кровавое воскресенье», организатор демонстрации священник Г. А. Гапон бежал заграницу и стал замышлять планы вооруженной борьбы с правительством. Одним из них стал план вооруженного восстания петроградских рабочих. План включал создание вооруженного отряда рабочих под руководством Гапона и последующее свержение правительства силами этого отряда.

## Подготовка операции
Штаб организации располагался в Лондоне в клубе профсоюза моряков Maritime Hall на West India Dock Road. Деньги на закупку оружия были получены из японских источников, через полковника Мотодзиро Акаси. М. М. Литвинов оценивал деньги, затраченные на закупку оружия, в 100 000 рублей.
Для доставки оружия в Лондоне был куплен пароход John Grafton вместимостью около 300 т. Для запутывания следов пароход был куплен неким Уоттом (Whatt), партнером японской компании Takada & Company, затем перепродан некоему виноторговцу Дикенсону (Robert Richard Dickenson), казначею эсеров.
По плану организаторов оружие должно было быть выгружено в нескольких пунктах, около Выборга и в нескольких местах вдоль финского побережья, а затем доставлено в Россию и распределено между финскими, эсеровскими, большевистскими боевиками, а также рабочими из гапоновских организаций для того, чтобы в октябре 1905 поднять вооружённое восстание в Петербурге и Москве.

## Груз парохода
Всего на Джон Графтон было загружено 16 тыс. винтовок, 3 тыс. револьверов, 3 млн патронов, а также 3 т взрывчатых веществ — динамита и пироксилина. Груз включал в себя канадские винтовки Росса, швейцарские винтовки Веттерли.

## Путь парохода
Пароход вышел из Лондона ещё без груза и со старой командой и прибыл в Флиссинген, где команда была заменена на специально подобранную для операции по перевозке оружия. Новая команда состояла, в основном, из латышей-социалистов.
Затем John Grafton вышел в Ла-Манш, где прямо в море на него было перегружено оружие с другого судна. Пароход прибыл в Копенгаген, затем перешёл в Стокгольм, а оттуда отправился к берегам Финляндии. 26 августа (8 сентября) 1905 года, рано утром, в 22 км к северу от Якобстада (Пиетарсаари), в шхерах Ларсмо пароход сел на мель. В течение всего дня команда выгружала оружие на близлежащие островки, а вечером пароход был подорван и частично затонул. Взрыв был слышен за 50 км. Команда ушла на парусной лодке в Швецию и вскоре рассеялась по разным портам мира.
Пароход был замечен двумя финскими таможенниками из Ларсмо и местными рыбаками, которые сообщили об этом властям.
Оставшееся на пароходе оружие было поднято группой водолазов, которой командовал подпоручик П. В. Гурдов.

## Известные участники операции
В закупке, доставке и приёмке оружия принимали участие:
- Джозеф Хэвелок Уилсон[англ.] — председатель Национального профсоюза моряков[англ.], член британского парламента.
- Мотодзиро Акаси — японский военный атташе в Стокгольме.
- Латыши: Ян Страутман, партийная кличка «Каптэс» (капитан парохода, член лондонской группы латышской СДРП), Вагнер (работавший на стеклянном заводе в Вулвиче), Минк (один из главных организаторов, жил 20 лет среди эмигрантов в Лондоне на Commercial Road), Штраус (весной 1906 уехал в Либаву с транспортом оружия для прибалтийского края, был арестован и повешен), Салнынь Кристап (Христофор Интович).
- Финны: Конни Циллиакус, социал-демократ И. К. Лехтинен (Jussi Lehtinen).
- Эсеры: Н. В. Чайковский, Теплов, Ф. В. Волховский, В. Н. Черкезишвили, Д. В. Соскис, П. М. Рутенберг.
- Большевики: М. М. Литвинов, Н. Е. Буренин.
- Беспартийный священник Георгий Гапон[3][4].

## Отражение в культуре
- Gaidiet «Džonu Graftonu» / Ждите «Джона Графтона» — советский фильм 1979 года, Рижская киностудия.
- В романе А. Бушкова «Авантюрист» в центре повествования пароход «Джон Грейтон», везущий оружие для финских и латышских националистов членами РСДРП(б) и перехваченный усилиями главного героя — штаб-ротмистра жандармерии Бестужева.
- Искатели: В кого целился "Джон Графтон"? — документальный фильм 2015 года. ГТРК "Культура".